# Platylepis densiflora
Platylepis densiflora är en orkidéart som beskrevs av Robert Allen Rolfe. Platylepis densiflora ingår i släktet Platylepis och familjen orkidéer. Inga underarter finns listade i Catalogue of Life.